# 推進事業
推進事業（すいしんじぎょう）とは、事業者が事業を特に推進を図る目的で行うプロジェクト。公共事業での事業名称の名称語尾に「推進事業」としている。一般には南魚沼市企業立地推進事業実施要綱といった「要綱」を定め実施する。
このほか、下水道推進事業のように小口径管推進工法などの下水道の推進工法を使った工事を推進事業と呼ぶ場合がある。

## 事業例
下水道関連では推進工事のほかは、環境省の浄化槽市町村整備推進事業がある。 
柳ヶ瀬寄席は寄席実施による街なか賑わいの創出とスローライフ推進事業として、美郷まんまは秋田県美郷町の地販地消推進事業として支援を受けている。
対州馬は農林水産省の日本在来馬の保存活用推進事業で保存活用され、日本自然エネルギーは風力発電、バイオマス発電、水力発電の推進事業を主とし、「グリーン電力証書」を発行し自然エネルギーの普及に寄与している。
グラウンド・ゴルフは泊村 (鳥取県)（現・湯梨浜町）教育委員会が生涯スポーツ活動推進事業の位置づけで考案した。
難病対策では、保健・医療福祉の充実･連携をになう難病特別対策推進事業などや難病医療協力病院は難病患者地域支援対策推進事業、難病患者の入院受け入れなどの機能をになう。医療関係ではこのほか、日本医療機能評価機構は認定病院患者安全推進事業を、新潟県が、健康関連ビジネスモデル推進事業を展開し、上村病院は2006年に県推進事業の地域モデルとして、ホテルベルナティオと医療連携している。また、希少疾病用医薬品の開発にあたり「特定疾患治療研究事業」及び「新薬開発推進事業」を設置、OD開発の促進を図っている。山形大学医学部・大学院医学系研究科では医療に貢献する「メディカル・スタッフ・リフレッシュ推進事業」を展開し、文部科学省のがんEBM人材育成普及推進事業にも採択されている。聖隷三方原病院は, 新人助産師臨床実践能力向上推進事業実施施設、新人看護師臨床実践能力向上推進事業実施施設となっている。
総務省・文部科学省が共同で推進するスポーツ拠点づくり推進事業にはこれまでに、全日本高等学校女子サッカー選手権大会や全国高等学校選抜アイスホッケー大会、全国高等学校対抗ボウリング選手権大会、全国高等学校カーリング選手権大会、全国高等学校選抜ボート大会、全国高等学校ウエイトリフティング競技選抜大会、とびうお杯全国少年少女水泳競技大会、全日本ユース (U15) 水球競技選手権大会、全国高等学校選抜ラグビーフットボール大会、日本ジュニアゴルフ選手権競技
、日本スポーツチャンバラ協会、全国高等学校ソフトボール選抜大会
の大会などが選定承認されている。全国高等学校選抜大会を参照。
文部科学省管轄のものは「豊かな体験推進事業（地域間交流）」（児童生徒の輝く心育成事業）「コミュニティ・スクール推進事業」「豊かな心を育む教育推進事業」研究協力「マルチメディア活用学校間連携推進事業」「人権教育総合推進事業」「交流教室地域推進事業」「子ども体力向上推進事業」「児童生徒の心に響く道徳教育推進事業」「道徳的実践活動推進事業」「特色ある高校づくり推進事業」委託事業「ネットワーク配信型コンテンツ推進事業」「ものづくり学習研究支援推進事業」「学力向上拠点形成推進事業」地域指定「生徒指導地域総合連携推進事業」「地域ぐるみの学校安全体制整備推進事業」、幼稚園における子育て支援活動総合推進事業、社会人の学びなおしニーズ対応教育推進事業、豊かな体験活動推進事業、「児童生徒の心に響く道徳教育」推進事業、道徳的実践活動推進事業、日本版デュアルシステム推進事業など多くあり、調査研究委嘱校や認定校などを決定している。このほか、アンヨはじょうずは旧文部省による「家庭教育子育て支援推進事業」に基づいた番組である。
文部科学省ではこのほか、大学や研究機関への推進事業選定がいくつかある。とくに私立大学学術研究高度化推進事業（研究基盤形成支援事業）は、世界を対象としたニーズ対応型地域研究推進事業、学術フロンティア推進事業など4事業が行われている。 花園大学では「学術フロンティア推進事業」選定に伴い、国際禅学研究機構を設置している。法政大学は富士山をめぐる日本人の心性など、国際仏教学大学院大学では学術フロンティア「奈良平安古写経研究拠点の形成」などのプロジェクト研究を行っている。学術フロンティア推進事業は医工学研究センタなどでも行われている。
東洋大学白山キャンパス大学院工学研究科の計算力学研究センターなども推進事業に採択された。地域リハビリテーション推進事業で川崎医科大学附属病院が岡山県支援センターとして指定されている。
また、近畿大学、日本大学、東洋大学、東京理科大学、明治大学、東京都市大学、國學院大學、関東学院大学、東海大学、関西大学、豊田工業大学、武庫川女子大学、大阪工業大学、明治学院大学、福岡大学、成蹊大学、関西医科大学、創価大学、青山学院大学、上智大学、神戸学院大学、学習院大学、拓殖大学、東北学院大学、北海学園大学、東京工科大学、東京工芸大学、東京家政学院大学、駒澤大学、獨協大学、駿河台大学、岡山大学、昭和薬科大学、東北薬科大学、京都産業大学、大阪産業大学、早稲田大学、龍谷大学、大阪経済大学、同志社大学などで私立大学学術研究高度化推進事業が実施されている。世界を対象としたニーズ対応型地域研究推進事業は慶應義塾大学や東京外国語大学などで実施されている。
大学教育・学生支援推進事業は新潟大学、兵庫教育大学, 広島工業大学, 京都学園大学、静岡県立大学、関西学院大学、関西外国語大学などの取り組み、立正大学大学院環境科学研究科は「オープンリサーチセンター整備事業」に選定され、鈴鹿医療科学大学東洋医学研究所は「ハイテク・リサーチ・センター整備事業」の対象となっている。
一橋大学では近未来の課題解決を目指した実証的社会科学研究推進事業
九州大学では生涯学習時代に対応する社会人等の受入れ推進事業、国際交流推進事業 などを行っている。
E-Knowledgeコンソーシアム四国は、大学改革推進事業の一つである戦略的大学連携支援事業に採択されている。 
文部科学省のプロジェクトはこのほか日本学術振興会 日本学術振興財団等での未来開拓学術研究推進事業、人文学及び社会科学における共同研究拠点の整備の推進事業，などがある。
推進事業に選定された学校を推進校と呼んでいる。
県立高校教育力向上推進事業は、神奈川県教育委員会が推進する事業。
神奈川県ではこのほか、
学力向上進学重点校として県立高校教育力向上推進事業、
学力向上推進及び特色ある高校づくり推進事業「スーパーハイスクール」指定や県立高等学校教育力向上推進事業「スペシャリスト人材育成」などを実施。学校の進学率向上を図っている「進学目標達成推進事業」は進学校に対し
教育委員会学力向上の一環として設立し助成金を導入。
北海道では情報教育ネットワーク形成推進事業、夢と活力あふれる高校づくり推進事業学力向上フロンティアハイスクールがある。
茨城県高等学校学力向上推進事業「大学進学ジャンプアップスクール」を実施、 
栃木県では「活力ある高校づくり」推進事業、新潟県ではキャリア教育推進事業、
北上市教育委員会では小中高キャリア教育地域ぐるみ推進事業を実施している。
大阪府教育委員会では、「ふれ愛教育推進事業」「夢をはぐくむ学校づくり推進事業」「わがまちの誇れる学校づくり」推進事業、「小中一貫教育推進事業」大阪府みどりの基金みどりづくり推進事業と枚方市緑の学校づくり事業（校庭の芝生化）、大阪市教育委員会では「個性輝く学校づくり推進事業」で研究指定など、実施校に指定している。
教育については、東京都教育委員会による「小中高 夢のかけ橋推進事業」
、守口市教育委員会「特色ある学校づくり」推進事業、その他同和教育研究協議会による「部落問題学習研究推進事業、新世紀学校づくり推進事業、
進学指導総合推進事業、中堅校活性化推進事業、小中高キャリア教育地域ぐるみ推進事業、文化教育活動推進事業、群馬県教育委員会のぐんま読書活動推進事業(さと子の日記など推薦作品)、日本レクリエーション協会の子どもの体力向上推進事業、青少年有害環境対策推進事業、山形県高校普通科教育活性化推進事業、川越市教育委員会同和教育推進事業、
英語運用力向上事業、問題行動等に対する地域における行動連携推進事業（サポートチーム）「明日を拓く学校づくり」推進事業、高等学校個性化アクションプラン推進事業、小学生ボランティア体験推進事業、大和町学校教育活性化推進事業、北海道教育委員会の学力向上推進事業（高等学校学力アッププロジェクト）、青森市では家庭教育支援総合推進事業、高槻市教育委員会のボランティア体験推進事業、大学等開放推進事業、小中連携教育の推進事業、学力向上指導研究開発モデル事業「資格取得推進事業」、「地域の人材を活用した道徳教育推進事業」「新時代に対応した高等学校教育改革推進事業」、地域を育てる環境活動推進事業、スクールIT推進事業、ドゥアン・プラティープ財団#教育推進事業
宮崎県立高等学校キャリア教育総合推進事業「キャリアアップ・キャラバン」、豊かな心を育む教育推進事業、山梨県教育委員会知のパイオニア推進事業（確かな学力向上推進事業）, にっぽん食育推進事業「教育ファーム推進事業」（農林水産省補助事業）札幌市教育委員会の学校給食に関する「楽しさとゆとりのある給食推進事業」、大学コンソーシアム八王子の八王子未来学構想推進事業（八王子未来学）、小田原市「花と緑いっぱいの学校づくり推進事業」
などがある。
わかやま森林と緑の公社は、和歌山県を中心に緑のオーナー推進事業を実施、緑住まちづくり推進事業は、3大都市圏の市街化区域内農地の宅地化対策として実施する。
道路事業では国で道路特定財源制度 道路建設（地域連携推進事業）「歴史の道整備活用推進事業」などがあるが、
仙台市が実施する歴史的町名等活用推進事業により、光禅寺通や元柳町 (仙台市) の元柳町通のように仙台市の歴史的町名活用道路一覧のとおりに道路名が認定されている。仙台市都心部は路線には指定されていないが、地名や商店名として認定されている。この事業の一環で歴史的町名を書いた辻標を設置している。 
仙台市ではこのほか、「百年の杜推進事業」などを実施している。
平城・相楽ニュータウンでは、公共空間を四季折々の花で彩る「花いっぱい運動」推進事業が実施されている。
千葉ニュータウンでは国土交通省や環境省と連携し、低炭素推進事業によるモデル地区として街づくりが行われている。
まちなか居住推進事業は、まちなかでの住宅取得費用や賃貸住宅の家賃への補助を行っている。
八戸市南郷文化ホールは、国土交通省の都市地方連携推進事業（都市・農村間の交流促進による地域活性化を目的とする）で建設された。
熊本県上益城郡では、
地域振興シナリオ推進事業として「緑川流域の石橋群認知度アップ事業」をおこなっている。 
東埼玉テクノポリスは埼玉県が行った「彩の国工業団地ゼロエミッション推進事業」において、モデル地区になっている。都市政策ではこのほか、
与那原町ではマリンタウン推進事業、
姫路市大的校区地域夢プラン推進事業、
新ふるさとマイホーム推進事業、
鳥取県公園都市推進事業、
横浜市緑の協会緑化推進事業、
東岡崎駅#東岡崎駅周辺地区整備事業
などがある。
独立行政法人科学技術振興機構が実施するCREST（Core Research Evolutional Science and Technology、戦略的基礎研究推進事業)は、国の政策目標（戦略目標）実現に向けて、課題解決型の研究推進をはかる事業で、さきがけ、ERATO(Exploratory Research for Advanced Technology、戦略的創造研究推進事業)はプログラムの一つである。
エリア・ツーリズム・エージェンシーは、認定構想推進事業の事業者である。
その他、長崎市などの平和推進事業、
フリーター対策で各都道府県でのインターンシップ推進事業、
コムスンと宮城県との共同「過疎地域在宅福祉サービス推進事業」、
長寿科学振興財団の労働科学研究（長寿科学総合研究、感覚器障害研究）の推進事業、教委指定「国際理解推進事業」「地域ぐるみの道徳教育推進事業」、
教育庁、学校教育推進事業、
厚生労働省の雇用推進事業、
環境省の省CO2型都市づくりのための面的対策推進事業、
日本政策フロンティア・公開討論会推進事業、
タウンマネージメント機関のタウンマネージメント機関認定構想推進事業、
駅舎等を対象とするロケーション・サービス推進事業、
住吉川 (大分県)浄化対策推進事業（大分市）、
在日外国人情報センターの調査出版事業を主とする文化推進事業、
南魚沼市社会福祉協議会ふれあい配食サービス推進事業、子育てサロン推進事業、
地球環境国際研究推進事業、
大川市教育委員会IT推進事業、筑後市情報教育推進事業、
国土交通省河川局所管河川利用推進事業、
旧自治省 所管ふるさと創成基金や地域づくり推進事業、
女性のためのアジア平和国民基金高齢者社会福祉推進事業（インドネシア政府と）、
都道府県による学齢超過者就学推進事業、
有機農産物の普及リサイクル堆肥化推進事業、
ギフトカード推進事業（凸版印刷）、
東京都公園協会 民間緑化推進事業、
環境基本計画推進事業
環境省と日本野鳥の会の「重要生態系監視モニタリング推進事業」（通称：モニタリングサイト1000）、
日野市医療、健康推進事業、
大阪府の緑化推進事業「みどりの基金」、
ブロードバンド推進事業、
生物多様性センターモニタリングサイト1000（重要生態系監視地域モニタリング推進事業）、
山の寺寺院群西湊山の寺まつり推進事業、
経済産業省推進事業ＩＴ経営応援隊「ＩＴ経営百選」、
淡海文化推進事業、
日本公衆衛生協会の地域保健総合推進事業、
対日輸出促進のための「市場国際化推進事業」、
新潟県健康関連ビジネスモデル推進事業、
東京国立近代美術館フィルムセンターの優秀映画鑑賞推進事業、
自然と文化を活かした滞在型・リピートの魅力づくり推進事業、
国際交流インフラ推進事業、
ラムサール条約湿地の賢明利用推進事業、
大分県版エコマネー『めじろん』推進事業、
文化庁の芸術創造推進事業（アーツプラン21）、
愛知県こころのバリアフリー推進事業、
歴史の道整備活用推進事業、
九州国際空港構想推進事業（熊本県）、
環境省の地球温暖化防止大規模「国民運動」推進事業(クール・ビズなど)
地方自治体による景観推進事業、
地上デジタル放送推進事業、
愛媛県エコドライブ推進事業、
文化庁は地域文化芸術振興プラン推進事業、
ユビキタスタウン構想推進事業（情報通信技術利活用推進交付金が交付される）、
北名古屋市市民保養施設利用推進事業、
環境省所管重要生態系監視地域モニタリング推進事業、
京都市外国人観光客誘致推進事業（市営バス洛バスなど実施）、
FOOD ACTION NIPPON「食料自給率向上に向けた国民運動推進事業」、
地方公共団体を主体とした地域の国際化推進事業（自治体国際化協会が支援）、
若者自立塾（若者職業的自立支援推進事業）、
日本経営協会の事務の効率化を目指すための情報化の普及と推進事業、
文化庁の変容の危機にある無形の民俗文化財の記録作成の推進事業、
紀和町ふるさと公社の都市との交流推進事業、
国土庁のコミュニティアイランド推進事業、などがある。
市民のマスコットグレイ (宇宙人)は、観光推進事業などで社会活動のポスターに使用されている。

### 美しいむらづくり推進事業
豊かで住みよい農山漁村を築くとともに、「快適さ」「美しさ」という新たな視点を取り入れ、船や水など農漁村の恵まれた地域資源をいかした魅力ある農山漁村空間の形成を目指して、総合的な施策の展開を図ることを目的にした農林水産省が推進する整備メニューの一つ。農業、林業、水産業の連携が図られるよう異なる2分野以上の事業を取り入れ、農山漁村の景観形成・維持、環境・生態系の保全に資する施設等を整備することとされている。